# Marco Ureña
Marco Ureña (San José, 5 maart 1990) is een Costa Ricaans voetballer die doorgaans als aanvaller speelt. Ureña debuteerde in 2009 in het Costa Ricaans voetbalelftal.

## Clubcarrière
Ureña begon bij LD Alajuelense waarmee hij het eerste deel van de Liga Costarricense de Primera División, de Invierno, van het seizoen 2010/11 won. Tussen 2011 en 2014 speelde hij voor FK Koeban Krasnodar in Rusland, waarna hij een overstap maakte naar FC Midtjylland. Hij verruilde San Jose Earthquakes in december 2017 voor Los Angeles FC.

## Interlandcarrière
Ureña nam deel aan het Wereldkampioenschap voetbal onder 17 - 2007 en het Wereldkampioenschap voetbal onder 20 - 2009. In 2009 debuteerde hij in het Costa Ricaans voetbalelftal. Tijdens de Copa Centroamericana 2011 won hij gedeeld met Rafael Burgos (El Salvador) de gouden schoen voor beste speler van het toernooi. Ook nam hij deel aan de CONCACAF Gold Cup 2011. Ureña werd door bondscoach Jorge Luis Pinto opgenomen in de voorselectie voor het wereldkampioenschap voetbal 2014.